# Марія Олару
Марія Олару (рум. Maria Olaru; нар. 4 червня 1982, Фелтічень, СРЮ) — румунська гімнастка, олімпійська чемпіонка, дворазова чемпіонка світу. Закінчила Західний університет Тімошоари.

## Досягнення
- Срібний призер у стрибках на чемпіонаті Європи 1998 року.
- Чемпіон світу 1999 року у командній першості та багатоборстві, бронзовий призер в опорному стрибку на тій же першості.
- Чемпіон олімпійських ігор 2000 року в командній першості[1].